# Collateral
Collateral ist ein US-amerikanischer Thriller des Regisseurs Michael Mann aus dem Jahr 2004. Die Hauptrollen verkörpern Tom Cruise und Jamie Foxx. Die Geschichte dreht sich um einen Taxifahrer, der einen Auftragskiller als Fahrgast bekommt.

## Handlung
Die Hauptfiguren des Films sind Max, ein Taxifahrer in Los Angeles, und Vincent, ein routinierter Auftragsmörder. Vincent arbeitet für ein Drogenkartell, dessen Bosse sich am folgenden Tag vor der Grand Jury eines Gerichts zu verantworten haben. Er soll die vier Haupt- und Kronzeugen und die Staatsanwältin in der Nacht vor dem Prozess beseitigen.
Max fährt bereits seit zwölf Jahren Taxi, redet sich aber ein, dies sei nur ein vorübergehender Zustand, bis er seinen eigenen Limousinen-Service gründen werde. Zu Beginn des Films steigt Annie Farrel am Flughafen zu Max ins Taxi und lässt sich von ihm in die Innenstadt fahren. Während der Fahrt kommen die beiden ins Gespräch und entwickeln Sympathie füreinander. Max erfährt, dass sie Staatsanwältin ist. Beim Abschied gibt Annie Max ihre Visitenkarte.
Kurz darauf steigt Vincent zu Max ins Taxi. Vincent bietet einen größeren Geldbetrag, um sein Taxi und ihn für die Nacht anzumieten. Max willigt zögernd ein, ohne zu ahnen, dass er damit in die Mordserie von Vincent verwickelt werden wird. Bereits am ersten Fahrtziel der Route fällt die Leiche des ersten ermordeten Zeugen aus dem Fenster direkt auf das Dach des Taxis, so dass Vincent seine Machenschaften nicht mehr weiter vor Max geheim halten kann. Vincent zwingt Max, weiter für ihn zu fahren. Während der Fahrten zwischen den Morden kommt es zwischen den beiden unterschiedlichen Männern zu Gesprächen über ihre Vergangenheit, ihre Träume, über Moral und den Sinn ihres Lebens. 
Max sucht unablässig nach Möglichkeiten, aus der Situation zu fliehen und die Auftragsmorde zu verhindern, wird aber von Vincent stets daran gehindert. Als Max Passanten um Hilfe bittet, während Vincent ihn zwischenzeitlich gefesselt im Auto zurückgelassen hat, entpuppen sich diese ihrerseits als Räuber. Sie entwenden Vincents Koffer, werden aber von dem Killer gestellt und erschossen. Die Polizei und das FBI vermuten inzwischen Max als Drahtzieher hinter den von Vincent begangenen Morden, da das Taxi bei allen Taten die einzige Spur ist. Lediglich der Polizist Fanning glaubt an einen anderen Täter, wird aber nach einer Schießerei in einem Nachtclub von Vincent getötet, als er Max gerade in Sicherheit bringen will.
Schließlich kann Max, dem klargeworden ist, dass Vincent ihn ohnehin auch töten wird, sich zum Widerstand aufraffen und verursacht absichtlich einen Autounfall, bei dem beide nur leichte Verletzungen davontragen. Um seinen Auftrag zu beenden, flieht Vincent vor einer herannahenden Polizeistreife. Max findet anhand der von Vincent zurückgelassenen Unterlagen heraus, dass das letzte Opfer die Staatsanwältin Annie sein soll und setzt nun alles daran, den Mord zu verhindern. Er ruft Annie von einem Handy aus an und berichtet ihr von dem Profikiller und dem Geschehenen. Sie glaubt ihm nicht sofort, erkennt dann aber rasch den Ernst der Lage, als Max den Namen von Vincents Auftraggeber nennt. Inzwischen sieht Max von einem Parkdeck aus, wie Vincent in dem Gebäude der Staatsanwaltschaft in Annies Büro nach ihr sucht, während sie sich aber zufällig gerade zwei Stockwerke darüber in der Bibliothek aufhält. Er dringt selbst in das Gebäude ein und kann Annie zunächst retten, indem er Vincent, der Annie mittlerweile in der Bibliothek aufgespürt hat, durch einen Streifschuss am Hals verletzt. Max flieht schließlich mit Annie in eine Stadtbahn, weiterhin verfolgt von Vincent. Dort kommt es zum abschließenden Showdown, bei dem Vincent während eines Feuergefechts mit Max getroffen wird und kurze Zeit später stirbt. Annie und Max bleiben unverletzt.

## Ausstrahlung in Deutschland
Die Free-TV-Premiere erfolgte am 20. Mai 2007 auf ProSieben. Insgesamt sahen 3,30 Millionen Zuschauer. In der werberelevanten Zielgruppe lag der Marktanteil bei 19,4 Prozent durch 2,51 Millionen Zuschauer.

## Hintergrund
- Der englische Titel Collateral ist eine Kurzform des militärfachlichen Begriffs collateral damage (Kollateralschaden) im Sinne der verschiedenen Menschen, die im Laufe des Abends zusätzlich zu Vincents geplanten Opfern sterben. In der ursprünglichen Version des Drehbuchs sagt Vincent zu Max, nachdem er die beiden Taschenräuber erschossen hat: “Another collateral.”[4]
- Der Film wurde mit einer Kombination von Digitalkameras und herkömmlichen Panavision-Kameras mit 35-mm-Filmmaterial gedreht. Als Digitalvideotechnik kam das Kamerasystem Thomson VIPER FilmStream zum Einsatz. Dasselbe Kamerasystem wurde auch bei Manns nächstem Film, Miami Vice eingesetzt. Dieses Verfahren sorgt für eine lebensweltlich vertraut wirkende Aufzeichnung, was etwa durch das Bildrauschen erzeugt wird.
- Tom Cruise absolvierte zur Vorbereitung des Films ein umfangreiches Waffen- und Nahkampftraining mit dem Ex-SAS-Soldaten Mick Gould, um das Spezialeinheit-Training, das sein Filmcharakter besitzt, widerzuspiegeln. Cruise trainierte mit scharfer Munition auf der Schießanlage des LA Sheriff's Department. Sein Kollege Mark Ruffalo und der Regisseur Michael Mann wurden ebenfalls von Gould zwecks Authentizitätsgefühl in Bezug auf Waffen unterwiesen.[5][6]
- Die Dreharbeiten begannen am 13. Oktober 2003 und fanden ausschließlich in Los Angeles statt.[7]
- Kinostart in den Vereinigten Staaten war am 6. August 2004 und am 23. September 2004 in den deutschen Kinos.[8]
- Der Film spielte bei einem Budget von 65 Millionen US-Dollar 101 Millionen US-Dollar in den USA und weltweit fast 218 Millionen US-Dollar ein.[9]
- Der Film ist eine Co-Produktion von Paramount Pictures, DreamWorks SKG und Parkes/MacDonald Productions im Verleih der United International Pictures.
- Die Handlung des Filmes spielt sich in einer einzigen Nacht ab. Laut Regisseur soll sich die Handlung im Jahr 2004 in der Nacht vom 24. Januar auf den 25. Januar, von 18:30 Uhr bis 05:40 Uhr abspielen.
- Michael Manns Film Heat aus dem Jahr 1995 beginnt dort, wo Collateral endet – an derselben Haltestelle der Metro Los Angeles – und endet am Los Angeles International Airport, an dem Collateral beginnt. Auf einem Audiokommentar der Kauf-DVD von Heat bezeichnete Mann dies als zufällig (“quite coincidentally”).
- In der deutschen Synchronisation sagt Felix den Satz „Entschuldigung macht den Osterhasen auch nicht wieder lebendig“, im englischen Originalton ist es allerdings eine Referenz auf Humpty Dumpty (“Sorry does not put Humpty Dumpty back together again”).
- Jason Statham hat in der Anfangssequenz einen kurzen Gastauftritt: Er übergibt Vincent einen Koffer, indem er diesen mit einem ähnlich aussehenden vertauscht. Dies ist eine Anspielung auf Stathams Rolle im Film The Transporter, in dem er einen Fahrer spielt, der Koffer oder Pakete von dubiosen Auftraggebern transportiert.

## Auszeichnungen und Nominierungen
Der Film war 2005 zweimal für den Oscar nominiert (Jamie Foxx als Bester Nebendarsteller und Bester Schnitt), ging jedoch beide Male leer aus: Jamie Foxx musste sich Morgan Freeman in Million Dollar Baby geschlagen geben, und den Oscar für den Besten Schnitt gewann Aviator. Der Film wurde insgesamt für 49 diverse Filmpreise nominiert, zehnmal gewann er einen Preis.
2005 ASCAP Film and Television Music Awards
- Gewonnen: Top Box Office Film – James Newton Howard, Antonio Pinto

2005 Academy Awards (Oscars)
- Nominiert: Bester Nebendarsteller – Jamie Foxx
- Nominiert: Bester Schnitt – Jim Miller, Paul Rubell

2005 Academy of Science Fiction, Fantasy & Horror Films (Saturn Awards)
- Nominiert: Saturn Award  Bester Darsteller – Tom Cruise
- Nominiert: Saturn Award Beste Regie – Michael Mann
- Nominiert: Saturn Award Bester Thriller
- Nominiert: Saturn Award Bestes Drehbuch – Stuart Beattie

2005 American Society of Cinematographers
- Nominiert: Beste Kamera – Dion Beebe, Paul Cameron

2005 Art Directors Guild
- Nominiert: Bester Film – David Wasco, Daniel T. Dorrance, Aran Mann, Gerald Sullivan, Christopher Tandon

2005 BAFTA Film Awards
Gewonnen: Beste  Kamera – Dion Beebe, Paul Cameron
- Nominiert: Bester Nebendarsteller – Jamie Foxx
- Nominiert: David Lean Award für Regie – Michael Mann
- Nominiert: Bester Schnitt – Jim Miller, Paul Rubell
- Nominiert: Bestes Originaldrehbuch – Stuart Beattie
- Nominiert: Bester Ton – Elliott Koretz, Lee Orloff, Michael Minkler, Myron Nettinga

2005 Black Reel Award
- Gewonnen: Bester Nebendarsteller – Jamie Foxx
- Nominiert: Beste Nebendarstellerin – Jada Pinkett Smith

2005 Broadcast Film Critics Association Awards
- Nominiert: Bester Film
- Nominiert: Bester Nebendarsteller – Jamie Foxx

2005 Golden Globe Awards
- Nominiert: Bester Nebendarsteller – Jamie Foxx

2005 MTV Movie Award
- Nominiert: Bester Bösewicht – Tom Cruise

## Kritiken
„Spannender, dicht inszenierter und intensiv gespielter Thriller, der die Konfrontation zweier ungleicher Männer, die miteinander in Zwangsabhängigkeit verbunden sind, mit Fragen nach dem Sinn des Daseins und der Möglichkeit eines intensiveren Lebens jenseits normaler Angestelltenexistenz verknüpft. Virtuos spielt der Film mit dem Licht und kreiert präzise, zugleich lyrische Bilder, die vieles nur andeuten und doch oft mehr zeigen, als man sieht.“

„Auch wenn sich die ein oder andere Länge eingeschlichen hat, bleibt das Ganze vor allem dank des diabolischen Auftretens von Tom Cruise als Profikiller bis zum Schluss ungemein spannend.“

„Kaum glaubt man zu ahnen, wie es weitergeht, verblüfft Regisseur Michael Mann mit einer cleveren Plotwendung. Im Fünf-Minuten-Takt treibt er auf diese Weise die Spannung nach oben. Für Leute mit hohen Blutdruckwerten könnte das Gesundheitsrisiken bergen, für alle anderen ist es Kinogenuss in seiner reinsten Form. Fazit: Faszinierendes Katz-und-Maus-Spiel, das seine Spannung mit immer neuen Wendungen steigert.“

„Collateral ist optisch grandios, atmosphärisch unheimlich dicht und dazu hervorragend gespielt. Intelligentes Mainstreamkino mit Tiefgang.“

## Soundtrack
Obwohl James Newton Howard für den Soundtrack des Films verantwortlich war, werden des Weiteren Stücke anderer Filmkomponisten (unter anderem Elliot Goldenthal, Gustavo Santaolalla, Antonio Pinto und Vangelis) eingespielt. Der Soundtrack besteht allerdings nicht nur aus Instrumentalstücken. Auch Songs von Audioslave, Calexico, Miles Davis und Paul Oakenfold ergänzen die musikalische Untermalung des Films.
1. Tom Rothrock – „Briefcase“
2. Cody ChesnuTT – „The Seed (2.0)“ (ft. The Roots) (extended radio edit)
3. Groove Armada – „Hands of Time“
4. Calexico – „Guero Canelo“
5. Tom Rothrock – „Rollin' Crumblin'“
6. James Newton Howard – „Max Steals Briefcase“
7. Green Car Motel – „Destino De Abril“
8. Audioslave – „Shadow on the Sun“
9. James Newton Howard – „Island Limos“
10. Miles Davis – „Spanish Key“
11. Klazz Brothers & Cuba Percussion – „Air“
12. Paul Oakenfold – „Ready Steady Go (Korean Style)“
13. Antonio Pinto – „Car Crash“
14. James Newton Howard – „Vincent Hops Train“
15. James Newton Howard – „Finale“
16. Antonio Pinto – „Requiem“